# Actinocladum
Actinocladum is een geslacht uit de grassenfamilie (Poaceae).  De soorten van dit geslacht komen voor in Zuid-Amerika.

## Soorten
De Catalogue of New World Grasses [14 april 2010] erkent de volgende soort:
- Actinocladum verticillatum